# Edward Mills Purcell
Edward Mills Purcell (30. srpna 1912 Taylorville – 7. března 1997 Cambridge) byl americký fyzik, který získal v roce 1952 Nobelovu cenu za fyziku za jeho nezávislý výzkum nukleární magnetické rezonance v kapalinách a pevných látkách. Nukleární magnetická rezonance se stala široce využívanou metodou při zkoumání struktury látek.